# Banca Intesa Beograd
Банка Интеза АД Београд (итал. Banca Intesa ad Beograd) банка је која послује у Србији. Поседује развијену пословну мрежу, коју чини више од 200 експозитура у 120 градова широм Србије и има око 3.000 запослених.
Банка Интеза Београд је део велике међународне групације Интеза Санпаоло, једне од водећих банкарских група у еврозони и најснажније у Италији.

## Историјат
Основана је 1991. године као Делта банка. Године 2003. је наставила да послује под именом Банка Интеза. У фебруару 2005. Банка Интеза купила је 75% акција банке за 278 милиона долара од тадашњег власника Мирослава Мишковића. До августа исте године удео је повећан на 90%, а током јесени банка је променила има у Банка Интеза Београд.
Године 2006. банка оснива сопствену лизинг компанију. Годину дана касније, Банка Интеза Београд постаје водећа банка на српском тржишту према свим параметрима успешности банкарског пословања.
Наредне године, Банка Интеза Београд је припојила Панонску банку.
Већински власник Банка Интеза Београд је италијанска банкарска групација Интеза Санпаоло, која поседује 93% акција, док је 7% у власништву International Financial Corporation, World Bank.

## Организациона структура
По угледу на матичну групацију, Банка Интеза примењује дивизиони бизнис модел, који подразумева организациону поделу на дивизије према типу клијената, док су сервиси пословне подршке централизовани.
Пословну мрежу на територији Србије чини више од 200 експозитура у 120 градова, са више од 3.000 запослених. Већину запослених чине жене, чак 70%, а 60% запослених поседује високо образовање.

## Интеза Санпаоло групација
Банка Интеза Београд је чланица Интеза Санпаоло, једне од водећих банака у еврозони и најснажније банкарске групације у Италији, у свим областима пословања. Захваљујући мрежи од преко 5.900 експозитура, добро позиционираних широм земље, Групација у Италији опслужује око 11,3 милиона клијената.
Настала спајањем водећих италијанских банака, Банца Интеза и Санпаоло ИМИ, групација је присутна у више од 40 земаља света, са 11 интернационалних банака-кћерки, три интернационалне пословне банке, 16 иностраних експозитура и 21 представништвом.
Интернационално пословање Интеза Санпаоло групације посебно је усредсређено на земље средње, источне и југоисточне Европе, као и медитеранског басена, где са мрежом универзалних банака у 13 земаља, кроз 1.800 експозитура услужује 8,6 милиона клијената.
Групација је посвећена унапређењу услуга за становништво, пружању значајне подршке развоју пословања својих клијената, као и укупном економском развоју земаља у којима послује.